# Orban (Tarn)
Orban é uma comuna francesa na região administrativa da Occitânia, no departamento de Tarn. Estende-se por uma área de 8.76 km², e possui 331 habitantes, segundo o censo de 2018, com uma densidade de 38 hab/km².